# No!
No! è il nono album in studio (il primo di musica per bambini) del gruppo musicale alternative rock statunitense They Might Be Giants, pubblicato nel 2002.

## Tracce
1. Fibber Island – 2:10
2. Four of Two – 2:18
3. Robot Parade – 1:22
4. No! – 1:30
5. Where Do They Make Balloons? – 2:41
6. In the Middle, In the Middle, In the Middle – 1:16
7. Violin – 2:26
8. John Lee Supertaster – 2:01
9. The Edison Museum – 2:02
10. The House at the Top of the Tree – 2:31
11. Clap Your Hands – 1:22
12. I Am Not Your Broom – 1:04
13. Wake Up Call – 1:10
14. I Am a Grocery Bag – 0:35
15. Lazyhead and Sleepybones – 3:28
16. Bed Bed Bed – 3:12
17. Sleepwalkers – 2:42